# Primera División 1969 (Chili)
In 1969 werd het 37ste seizoen gespeeld van de Primera División, de hoogste voetbalklasse van Chili. Universidad de Chile werd kampioen.  

## Eerste Fase

### Metropolitano
| Plaats | Club                 | Wed. | W | G | V | Saldo | Ptn. | Bonificatie |
| ------ | -------------------- | ---- | - | - | - | ----- | ---- | ----------- |
| 1      | Universidad de Chile | 14   | 9 | 5 | 0 | 34:16 | 23   | 5           |
| 2      | Unión Española       | 14   | 6 | 3 | 5 | 28:26 | 15   | 4           |
| 3      | Palestino            | 14   | 5 | 4 | 5 | 20:16 | 14   | 3           |
| 4      | Colo-Colo            | 14   | 6 | 2 | 6 | 36:35 | 14   | 2           |
| 5      | Audax Italiano       | 14   | 5 | 3 | 6 | 32:36 | 13   | 1           |
| 6      | Universidad Católica | 14   | 6 | 1 | 7 | 32:36 | 13   | 0           |
| 7      | Santiago Morning     | 14   | 4 | 3 | 7 | 28:31 | 13   | 0           |
| 8      | Magallanes           | 14   | 3 | 3 | 8 | 16:30 | 9    | 0           |

|  | Gekwalificeerd voor tweede fase met bonificatiepunten |

### Provincial
| Plaats | Club                      | Wed. | W | G  | V  | Saldo | Ptn. | Bonificatie |
| ------ | ------------------------- | ---- | - | -- | -- | ----- | ---- | ----------- |
| 1      | Rangers                   | 18   | 7 | 8  | 3  | 25:22 | 22   | 5           |
| 2      | Green Cross-Temuco        | 18   | 8 | 5  | 5  | 32:24 | 21   | 4           |
| 3      | Everton                   | 18   | 7 | 6  | 5  | 34:25 | 20   | 3           |
| 4      | Huachipato                | 18   | 6 | 8  | 4  | 25:19 | 20   | 2           |
| 5      | Unión La Calera           | 18   | 7 | 6  | 5  | 21:20 | 20   | 1           |
| 6      | La Serena                 | 18   | 6 | 7  | 5  | 22:23 | 19   | 0           |
| 7      | O'Higgins                 | 18   | 3 | 10 | 5  | 23:25 | 16   | 0           |
| 8      | Santiago Wanderers        | 18   | 4 | 8  | 6  | 24:27 | 16   | 0           |
| 9      | Deportes Concepción       | 18   | 5 | 5  | 8  | 16:23 | 15   | 0           |
| 10     | Antofagasta Portuario (P) | 18   | 3 | 5  | 10 | 20:34 | 11   | 0           |

|  | Gekwalificeerd voor tweede fase met bonificatiepunten |

## Tweede fase

### Zone A
| Plaats | Club                  | Wed. | W  | G | V | Saldo | Ptn. |
| ------ | --------------------- | ---- | -- | - | - | ----- | ---- |
| 1      | Colo-Colo             | 18   | 11 | 4 | 3 | 36:19 | 28   |
| 2      | Unión Española        | 18   | 8  | 4 | 6 | 29:26 | 24   |
| 3      | Rangers               | 18   | 7  | 5 | 6 | 26:28 | 24   |
| 4      | Audax Italiano        | 18   | 6  | 7 | 5 | 27:23 | 20   |
| 5      | Everton               | 18   | 5  | 6 | 7 | 30:29 | 19   |
| 6      | La Serena             | 18   | 6  | 5 | 7 | 24:25 | 17   |
| 7      | O'Higgins             | 18   | 7  | 3 | 8 | 21:29 | 17   |
| 8      | Antofagasta Portuario | 18   | 5  | 6 | 7 | 19:27 | 16   |
| 9      | Magallanes            | 18   | 5  | 5 | 8 | 27:34 | 15   |

|  | Play-off degradatie |

### Zone B
| Plaats | Club                 | Wed. | W  | G  | V  | Saldo | Ptn. |
| ------ | -------------------- | ---- | -- | -- | -- | ----- | ---- |
| 1      | Santiago Wanderers   | 18   | 11 | 6  | 1  | 37:18 | 28   |
| 2      | Universidad de Chile | 18   | 9  | 2  | 7  | 29:23 | 25   |
| 3      | Green Cross-Temuco   | 18   | 5  | 7  | 6  | 25:21 | 21   |
| 4      | Huachipato           | 18   | 4  | 11 | 3  | 19:19 | 21   |
| 5      | Universidad Católica | 18   | 7  | 5  | 6  | 32:30 | 19   |
| 6      | Palestino            | 18   | 4  | 7  | 7  | 23:25 | 18   |
| 7      | Deportes Concepción  | 18   | 5  | 5  | 8  | 20:21 | 15   |
| 8      | Unión La Calera      | 18   | 4  | 6  | 8  | 21:32 | 15   |
| 9      | Santiago Morning     | 18   | 5  | 2  | 11 | 20:36 | 12   |

|  | Play-off degradatie |

### Finalegroep
| Plaats | Club                 | Wed. | W | G | V | Saldo | Ptn. |
| ------ | -------------------- | ---- | - | - | - | ----- | ---- |
| 1      | Universidad de Chile | 5    | 4 | 1 | 0 | 10:4  | 9    |
| 2      | Rangers              | 5    | 3 | 1 | 1 | 10:8  | 7    |
| 3      | Green Cross-Temuco   | 5    | 2 | 1 | 2 | 6:4   | 5    |
| 4      | Unión Española       | 5    | 2 | 1 | 2 | 10:11 | 5    |
| 5      | Colo-Colo            | 5    | 1 | 2 | 2 | 8:10  | 4    |
| 6      | Santiago Wanderers   | 5    | 0 | 0 | 5 | 5:12  | 0    |

|  | Kampioen, gekwalificeerd voor Copa Libertadores 1970 |
|  | Gekwalificeerd voor Copa Libertadores 1970           |
|  | Gekwalificeerd voor Pre-Recopa                       |

### Degradatie Play-off
|      |            |       |                  |  |
| 1969 | Magallanes | 4 – 1 | Santiago Morning |  |
| 1969 |            |       |                  |  |

|      |                  |       |            |  |
| 1969 | Santiago Morning | 1 – 2 | Magallanes |  |
| 1969 |                  |       |            |  |

### Pre-Recopa
|      |                    |       |                |  |
| 1969 | Green Cross-Temuco | 1 – 2 | Unión Española |  |
| 1969 |                    |       |                |  |

|      |                |       |                    |  |
| 1969 | Unión Española | 0 – 0 | Green Cross-Temuco |  |
| 1969 |                |       |                    |  |